# Viatrix eugenia
Viatrix eugenia is een zeeanemonensoort uit de familie Boloceroididae.
Viatrix eugenia is voor het eerst wetenschappelijk beschreven door Duchassaing & Michelotti in 1864.